# زلزال لومبوك (يوليو 2018)
وقع زلزال لومبوك صباح يوم التاسع والعشرين من يوليو/تموز 2018 عندما ضرب زلزال قوته 6.4 جزيرة لومبوك في إندونيسيا على عمق ضحل مقداره 6.4. مركز وقوع الزلزال كان في منطقة سيمبالون التابعة لمقاطعة لومبوك الشرقية حيث تضررت المنطقة بشكل كبير، وأكدت السلطات أن ستة عشر شخصا قتلوا في الزلزال في حين أن مئات الأشخاص أصيبوا بجروح.

## زلزال
ضرب الزلزال المنطقة يوم الأحد في الساعة 06:47 بالتوقيت المحلي على عمق 6.4 كيلومتر (4.0 ميل). وأحس السكان بحسب أقوالهم باهتزازات شديدة قرب مركز الزلزال السطحي بالإضافة لإفادات عن انهيار عدة مباني. عشرات المنازل قد دمرت والإضرار لحقت بنطاق واسع من المنطقة. استمرت الاهتزازات مابين 10 ثواني حتى 20 ثانية. وقال السكان المحليين أن هذا الزلزال هو الأقوى مقارنة بما قد صابهم في أزمان مضت. الإحساس باهتزازات الزلزال وصل حتى مدينة دينباسار في بالي. وانهار معبد في مقاطعة كارانغاسيم في بالي وأيضاً لحقت أضرار بمحكمة محلية.
نتيجة للزلزال وقع انهيارات أرضية في الجزء الشمالي من جبل رينجاني حيث يوجد مسار حركلة مشهور بين السياح. وأكدت السلطات أن 826 ممن كانوا يمارسون الحركلة قد حوصروا في الجبل وينتظرون الإنقاذ.
تم إجلاء عشرات المرضى من مستشفى الدكتور سويدجونو الإقليمي في سيلونغ عاصمة مقاطعة لومبوك الشرقية وتضرر المركز الصحي المجتمعي في سيبمالون بشكل كبير.
أكدت السلطات أن 276 هزة ارتدادية متوسطة تترواح بين 5.0 - 5.5 ميغاواط قد سجلتها الوكالة الإندونيسية للأرصاد الجوية وعلم المناخ والجيوفيزياء. أكبر هزة ارتدادية فيها بلغت قوتها 5.7 ميغاواط سُجلت في الساعة 10:16 بالتوقيت المحلي.

## إصابات
أكدت السلطات أن سائحاً ماليزيا قد قتل بسقوط جدار عليه.وأكد المجلس الوطني لإدارة الكوارث الأندونيسي أيضاً أن 10 أشخاص قتلوا و40 شخصا اصيبوا بجروح. وأكدت الحكومة أن 18 ماليزياً تضرروا من الزلزال.
أعلن مصدر رسمي من مساء يوم 29 يوليو/تموز أن عدد الأشخاص الذين قتلوا جراء الزلزال ارتفع إلى 16.